# Gatica, el Mono
Gatica, el Mono es una película argentina biográfica dirigida por Leonardo Favio y escrita por Favio y Zuhair Jury. Es protagonizada por Edgardo Nieva, Horacio Taicher y Virginia Innocenti. El film narra la vida del boxeador argentino José María Gatica, desde sus años de infancia hasta su trágico fallecimiento en Buenos Aires en 1963.
En julio de 2022 fue declarada Bien de Interés Artístico Nacional por el gobierno argentino para garantizar la conservación del soporte material (negativos, positivos y negativos de sonido) ya que, junto con otras películas de Favio, son consideradas un «testimonio de la producción cinematográfica nacional».

## Reparto
- Edgardo Nieva
- Horacio Taicher
- Virginia Innocenti
- Cecilia Cenci
- Armando Capó
- María Eva Gatica
- Erasmo Olivera
- Juan Costa
- Miguel Fernández Alonso
- Leonardo Favio
- Mario Lozano
- Raúl Germán Biaggioni
- Eduardo Cutuli
- Alfonso Grispino

## Comentarios
La película  reconstruye la vida y la carrera pugilística de Gatica, sus años dorados (pese a que nunca ganaría un título), su acercamiento al presidente Juan Domingo Perón, el comienzo de su caída con el derrocamiento del peronismo y su muerte. En paralelo a las victorias sobre el ring, se muestra al hombre detrás del boxeador, logrando un retrato de un hombre en su ascenso hacia la fama y posterior caída, conflictivo en su vida personal, resentido por las carencias sufridas.